# Список Java API
Есть три типа Java API:
- официальный основной Java API, содержащийся в JDK или JRE, в одном из вариантов Java. Три варианта платформы Java: Java ME (Micro edition), Java SE (Standard edition) и Java EE (Enterprise edition).
- дополнительные официальные API, которые можно загрузить отдельно. Спецификации этих API определяются в соответствии с Java Specification Request (JSR), а иногда и некоторые из этих API позднее включаются в основные API платформы (наиболее ярким примером такого рода является Swing).
- неофициальный API, разработанный третьими сторонами и не связанный с JSR.

Третьи стороны могут свободно реализовать любые спецификации JSR для официального API (даже для основного API языка), при условии, что они соответствуют Technology Compatibility Kit (TCK) для данного JSR (TCK представляет собой набор тестов для проверки соответствия реализаций для JSR). Результатом этой свободы является то, что у многих официальных API больше реализаций чем эталонных реализаций от Sun
Ниже приводится частичный список API для Java.

## Официальные API

### Java Platform, Standard Edition (Java SE)
API, входящие в состав поставки:
| Название                                      | Акроним | Пакеты, содержащие API | Описание и история версий |
| --------------------------------------------- | ------- | --- | --- |
| Abstract Window Toolkit                       | AWT     | java.awt | Графическая библиотека. Первый релиз в версии 1.0. |
| Java Collections Framework                    | JCF     | java.util | Коллекция стандартных структур данных, таких как списки, карты, очереди, стеки. Включен в J2SE 1.2 и более поздние. |
| Swing                                         |         | javax.swing | Графическая библиотека. Включен в J2SE 1.2 и более поздние. |
| Accessibility                                 |         | javax.accessibility | |
| Drag n Drop                                   |         | java.awt.datatransfer java.awt.dnd | |
| Image I/O                                     |         | javax.imageio javax.imageio.* | |
| Sound                                         |         | javax.sound.midi javax.sound.midi.spi javax.sound.sampled javax.sound.sampled.spi | Библиотеки для работы с аудиофайлами. |
| Java Database Connectivity                    | JDBC    | java.sql javax.sql | |
| Java Cryptography Extension                   | JCE     | javax.crypto javax.crypto.interfaces javax.crypto.spec | Включен в J2SE 1.4 и более поздние, доступен как дополнительный пакет для версий 1.2 и 1.3. |
| Java Authentication and Authorization Service | JAAS    | javax.security.auth | Включен в J2SE 1.4 и более поздние, ранее выпущен в виде дополнительного пакета с версии 1.3. |
| Java Secure Socket Extension                  | JSSE    | javax.net javax.net.ssl java.security.cert | Набор пакетов для обеспечения безопасных Интернет-коммуникаций. Включен в J2SE 1.4 и более поздние, JSSE 1.0.3 был дополнительным пакетом для Java 2 SDK версий 1.2 и 1.3.                                                                                          |
| Java Native Interface                         | JNI     | | Позволяет Java коду, выполняемому на виртуальной машине Java (JVM), вызывать и вызываться родными приложениями (программ для конкретных аппаратных средств и операционной системы) и библиотеки, написанные на других языках, таких как C, C + + и язык ассемблера. |
| Java Management Extensions                    | JMX     | javax.management javax.management.loading javax.management.modelmbean javax.management.monitor javax.management.openmbean javax.management.relation javax.management.remote javax.management.remote.rmi javax.management.timer | Технология, поставляющая инструменты для управления и мониторинга приложений, системных объектов, устройств (напр. принтеров) и сервис-ориентированных сетей. Включено в J2SE 1.5 и более поздних, до этого поставлялся как дополнительный пакет.                   |

#### Дополнительные API (загружаются отдельно)
| Название                            | Акроним | Описание и история версий | Ссылка         |
| ----------------------------------- | ------- | --- | -------------- |
| Java Advanced Imaging               | JAI     | Набор интерфейсов, поддерживающих высокоуровневую парадигму программирования и упрощающих манипуляции с изображениями.                                    |                |
| Java Communications API             | JCA     | |                |
| Java Data Objects                   | JDO     | A specification of Java object persistence. |                |
| JavaHelp                            |         | Полнофункциональная, расширяемая система помощи, которая позволяет включить справку в апплеты, компоненты, приложения, операционные системы и устройства. |                |
| Java Media Framework                | JMF     | API, позволяющее встраивать в Java-приложения и апплеты аудио, видео и другое медиа, контролируемое во времени.                                           |                |
| Java Naming and Directory Interface | JNDI    | API для служб каталогов. |                |
| Java Speech API                     | JSAPI   | API для синтеза речи |                |
| Java 3D                             | J3D     | API основанной на графе сцены 3D-графики. | available here |
| Java OpenGL                         | JOGL    | Библиотека-обёртка для OpenGL. | available here |
| Java Mail                           | (нет)   | Фреймворк для создания почтовых приложений и приложений обмена сообщениями                                                                                | available here |
| Java USB for Windows                | (нет)   | USB-коммуникации Java-приложений | available here |

### Java Platform, Enterprise Edition (Java EE)
API, входящие в состав поставки:
| Название             | Акроним | Пакеты, содержащие API |
| -------------------- | ------- | ---------------------- |
| Java Message Service | JMS     |                        |
| JavaServer Faces     | JSF     | javax.faces            |

#### Опциональные API (загружаются отдельно)
| Название                   | Акроним | Available from |
| -------------------------- | ------- | -------------- |
| Java API for XML-Based RPC | JAX-RPC | available here |

### Java Platform, Micro Edition (Java ME)
| Название                               | Акроним | Available from                        |
| -------------------------------------- | ------- | ------------------------------------- |
| Connected Limited Device Configuration | CLDC    | Эталонная реализация — available here |
| Java Telephony API                     |         | available here                        |

## Неофициальные API (Released by third parties)
Этот список не является полным, так как число API для платформы Java огромно.
- Eclipse - среда разработки
- JScience - численный анализ
- Javolution - библиотека реального времени
- Standard Widget Toolkit (SWT) - Windowing library
- LZMA SDK, Java реализация SDK, используемого популярным архивирующим ПО 7-Zip ()

Development assistance
- Lady4j. Programming assistant and application server issue solver ()
- Cobra HTML parser and renderer library

Rendering libraries
- Flying Saucer XML, XHTML, and CSS 2.1 rendering library
- Cobra HTML parser and renderer library